# Gustaf Svanberg (astronom)
 For alternative betydninger, se Gustaf Svanberg. (Se også artikler, som begynder med Gustaf Svanberg)
Gustaf Svanberg (født 22. januar 1802 i Värmland død 21. november 1882 i Uppsala) var en svensk astronom.
Svanberg blev 1825 docent i astronomi i Uppsala, 1829 observator og var 1842—75 direktør for observatoriet og professor i astronomi sammesteds. I 1836 indrettede Svanberg, der var en af deltagerne i den af Gauss og Weber grundede Magnetischer Verein, et magnetisk observatorium i Uppsala; observationerne er meddelte i selskabets publikationer. Det af Celsius 1730 byggede observatorium i Uppsala fik Svanberg 1854 erstattet med et mere moderne udstyret observatorium. I 1865 oprettede Svanberg en meteorologisk afdeling ved observatoriet og udgav Observations météorologiques 1855—62 à Upsal (Uppsala 1866).